# Colline Teatine
Colline Teatine è un olio di oliva a denominazione di origine protetta, prodotto in provincia di Chieti, nella regione Abruzzo.

## Disciplinare di produzione
Vedi qui il Disciplinare di produzione.